# Мельбурнский зоопарк

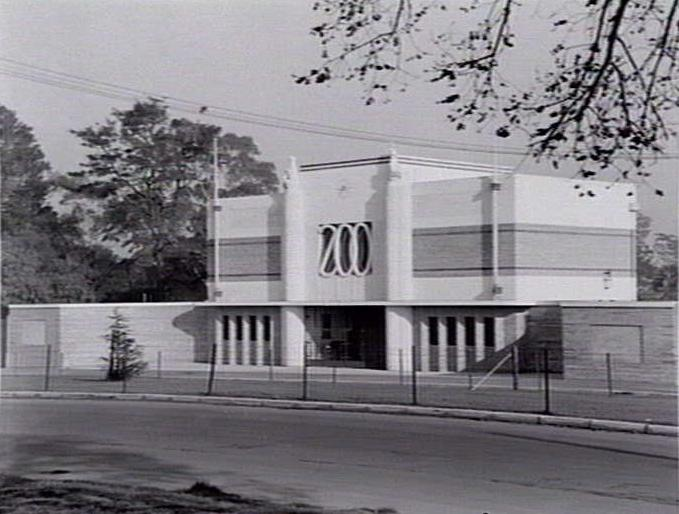
Главный вход в Мельбурнский зоопарк, 1940 г.

Мельбурнский зоопарк (англ. Royal Melbourne Zoological Gardens, Melbourne Zoo) — старейший зоопарк Австралии. В нём представлены более 320 видов животных из Австралии и со всего мира.
Зоопарк расположен в 4 км к северу от центра Мельбурна.

## История
Зоопарк был основан в 1862 году на территории Королевского парка, и занял площадь в 22 гектара (55 акров). Ранее животные содержались в ботанических садах Мельбурна.
Первоначально в зоопарк помещались домашние животные для акклиматизации после их доставки в Австралию. Начиная с 1870 года зоопарк начал приобретать обезьян, тигров, львов и других экзотических животных. 

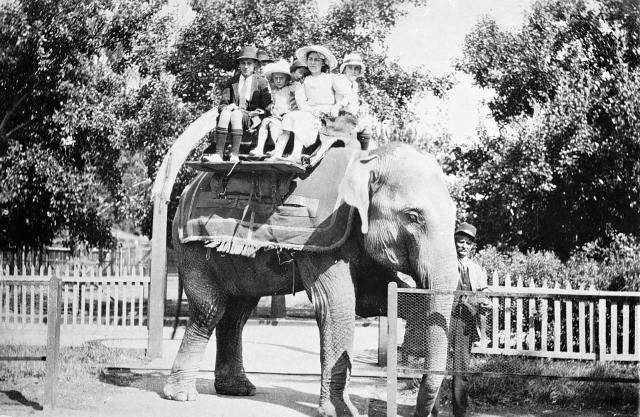
Куини

Одним из знаменитых «жителей» зоопарка была слониха Куини (англ. Queenie), в течение 40 лет катавшая посетителей. В 1945 году она насмерть затоптала смотрителя зоопарка, и через 6 месяцев после этого происшествия слониху застрелили.